# بنتيفيلين
بنتيفيلين (بالإنجليزية: Pentifylline)‏ هو موسع للأوعية.